# Усов, Павел Витальевич
Па́вел Вита́льевич У́сов (укр. Павло Віталійович Усов; 12 июля 1995, Старая Выжевка — 11 марта 2022, возле Киева) — украинский военнослужащий, старший лейтенант, участник российско-украинской войны. Герой Украины (2022, посмертно).

## Биография
Родился 12 июля 1995 года в селе Старая Выжевка Волынской области. Окончил Старовиживскую школу и Национальную академию сухопутных войск. Был командиром механизированной роты. Защищал сначала Луганщину и Донетчину, а затем Киевщину.
11 марта 2022 года погиб в танковом бою под Киевом во время полномасштабного вторжения России на Украину в ходе боёв под Киевом.
14 марта 2022 года похоронен в родном поселке. У Павла остались родители и сестра.

## Награды
- Звание «Герой Украины» с удостоением ордена «Золотая Звезда» (20 апреля 2022, посмертно) — за личное мужество и героизм, проявленные в защите государственного суверенитета и территориальной целостности Украины, верность военной присяге.